# Shooting star (WANDSの曲)
「Shooting star」（シューティングスター）は、WANDSの楽曲である。2025年1月22日にD-GOから通算22枚目のシングルとしてリリースされた。
本作と同じ日に、第5期WANDS初のホールツアー「WANDS Live Tour 2024 〜BOLD〜 」の東京公演（2024年7月8日の東京ガーデンシアターでのパフォーマンス）の模様を収録した映像作品『WANDS Live Tour 2024 〜BOLD〜』も発売された。

## 概要
「DFT presents 音都 ONTO vol.6@堂島リバーフォーラム」での復活ライヴから丁度5年が経った2024年11月17日、WANDS第5期5周年のメンバーコメント動画の公開と同時に、本作が2025年1月22日にリリースされることが発表された。
12月4日には、本楽曲が読売テレビ・日本テレビ系アニメ『名探偵コナン』の新しいエンディングテーマとして2025年1月4日放送分から使用されることが発表された。WANDSと名探偵コナンのタイアップは5度目で、テレビアニメの主題歌担当は4度目だがエンディングテーマの担当は初めてである。
前作のCDシングル『大胆』には、表題曲の他に第5期WANDSオリジナルの新曲『honey』が（通常盤のみ）カップリング収録されていたが、本作は本楽曲以外に新曲やセルフカヴァー曲などの収録はなく、カップリング曲に新曲やセルフカヴァー曲などの収録がない形態は、20thシングル『RAISE INSIGHT』以来となる。

## リリース

### リリースの形態
本作は、名探偵コナン盤と通常盤の二形態で発売される。
名探偵コナン盤には、CDの他に工藤新一と毛利蘭のアクリルスタンドが特典として封入されている。通常盤には特典Blu-rayが封入されている。「『Shooting star』Single Limited Special Movie」と題した、ここでしか見られないメンバーのパフォーマンスとメイキングムービーが収録されている。
また、初回生産分のみ、2025年4月から5月にかけて開催予定の「WANDS Live Tour 2025」のチケット先行申込みURLが入っている。
| 対象店舗                 | 特典内容                   | 出典   |
| ------------------------ | -------------------------- | ------ |
| Musing                   | アーティストカード         | [ 15 ] |
| タワーレコードオンライン | ステッカー                 | [ 15 ] |
| セブンネットショッピング | 缶バッジ                   | [ 15 ] |
| 楽天ブックス             | クリアファイル（A4サイズ） | [ 15 ] |
| HMV＆BOOKS全店           | ポストカード               | [ 15 ] |

### リリースまでの経過
2024年11月17日、WANDSの復活ライヴから5周年となるこの日、メンバー（上原と柴崎）のコメント動画が公式YouTubeチャンネルにて公開された。
同日、22ndシングル『Shooting star』が翌2025年1月22日にリリースされると発表された。この発表段階では、何のタイアップがついているのかは明かされていなかった。
同年12月4日、本楽曲がテレビアニメ『名探偵コナン』のエンディングテーマとして2025年1月4日から使用されること、同日に先行配信も始まることが発表された。また、ジャケットアートワークや名探偵コナン盤のグッズ特典、二形態共通の店舗別購入者特典の内容も明らかにされた。
2025年1月4日、『名探偵コナン』のエンディングテーマとして本楽曲の使用が始まったこの日、CDリリースに先立って各配信サイトでのダウンロードおよびストリーミングが始まった。また、本楽曲のSNS企画が告知された。
同日、3月にミニアルバム『TIME STEW』をリリースすることが発表された。また、4月から5月にかけて行われる予定の全国ツアーのタイトルも発表された。
1月17日、本作とLive Blu-rayの発売を記念したタワーレコード施策 (メッセージ企画、ミニパネル展示企画、エントランス看板企画) が行われると発表された。
メッセージ企画は、対象の店舗にメッセージカードが用意してあり、専用の箱に投函することでWANDSへのメッセージを届けることができるものである。このメッセージを投函する前にカードを写真に撮り、Xにて「#WANDSへ届けShootingstar」を付して投稿すると、WANDS「Shooting star」告知ポスター（B2）が抽選で5人にプレゼントされるイベントも催された。メッセージBOXの設置期間は1月21日からで、終了時期は店舗により異なる。また、プレゼント企画は21日から27日までだった。
ミニパネル展示企画は、対象店舗に本作とLive Blu-rayの発売を記念したミニパネルが設置されており、どちらかを購入した者に抽選で展示していた一部のパネルがプレゼントされる、というものである。サイズは店舗により異なる。
エントランス看板企画は、タワーレコードあべのHOOP店のエレベーター側入口にエントランス看板を設置するもので、期間は1月21日から2月2日。
| 地域     | 対象店舗                       | 備考                           | 出典   |
| -------- | ------------------------------ | ------------------------------ | ------ |
| 岩手県   | タワーレコード盛岡店           | ミニパネル企画のみ。           | [ 20 ] |
| 東京都   | タワーレコード渋谷店           |                                | [ 20 ] |
| 東京都   | タワーレコード新宿店           |                                | [ 20 ] |
| 東京都   | タワーレコード町田店           | ミニパネル企画のみ。           | [ 20 ] |
| 東京都   | タワーレコードアリオ亀有店     | ミニパネル企画のみ。           | [ 20 ] |
| 神奈川県 | タワーレコード横浜ビブレ店     |                                | [ 20 ] |
| 神奈川県 | タワーレコード川崎店           | ミニパネル企画のみ。           | [ 20 ] |
| 埼玉県   | タワーレコード浦和店           | ミニパネル企画のみ。           | [ 20 ] |
| 群馬県   | 高崎オーパ店                   | ミニパネル企画のみ。           | [ 20 ] |
| 新潟県   | タワーレコード新潟店           |                                | [ 20 ] |
| 愛知県   | タワーレコード名古屋パルコ店   |                                | [ 20 ] |
| 大阪府   | タワーレコード梅田NU茶屋町店   |                                | [ 20 ] |
| 大阪府   | タワーレコードあべのHOOP店     | 唯一のエントランス看板設置店。 | [ 20 ] |
| 大阪府   | タワーレコードなんばパークス店 | ミニパネル企画のみ。           | [ 20 ] |
| 福岡県   | タワーレコード福岡パルコ店     |                                | [ 20 ] |

本作の発売前日となる1月21日、本楽曲も収録される8thアルバム (ミニアルバム) 『TIME STEW』の詳細な情報が解禁された。

### リリース後
2月8日、本楽曲のミュージック・ビデオが公式youTubeチャンネルにて公開された。『カナリア鳴いた頃に』以来のリリック・ビデオで、本作通常盤の特典blu-rayに収録されているものとは異なる映像である。

## プロモーション
ハッシュタグ「 #WANDSとShootingstar 」をつけて、リスナーが持っているあるいは新たに撮った夜空の写真や動画と願いごとを入力し、Instagram、YouTube Shorts、TikTokに投稿するリスナー参加企画が催された。
本楽曲をBGMに使用できるとし、TikTokとYouTube Shortsでは公式音源を、InstagramではWANDSオフィシャルアカウントが投稿した「オリジナル音源」をそれぞれ使用することができる。投稿したものは、WANDS Instagramのストーリーズにて適宜紹介される。
あわせて、通常盤特典Blu-rayでしか見られないスペシャルムービーの一部が公開された。
また本作のリリースを記念して、tbc東北放送『Bナイト』の1月マンスリーアーティストとして柴﨑と上原の両名が隔週で出演した。

## アートワーク
名探偵コナン盤のCDジャケットには、満天の星空のもと、流星を見上げる工藤新一と毛利蘭のバックショットが描かれている。この二人の表情は、名探偵コナン盤の特典であるアクリルスタンドで確認できる。
通常盤のCDジャケットには、ビル群の光、星空、流れる車のライト、そして流星が溶け合う様があしらわれている。また、通常盤のCDジャケットの中面にはサプライズフォトが仕掛けられている。
ジャケットにメンバーの写真は起用されなかった。これは、12thシングル『錆びついたマシンガンで今を撃ち抜こう』以来のことである。

## 収録内容
| #  | タイトル                         | 作詞     | 作曲   | 編曲   |
| -- | -------------------------------- | -------- | ------ | ------ |
| 1. | 「Shooting star」                | 上原大史 | 柴崎浩 | 柴崎浩 |
| 2. | 「Shooting star [TV-SIZE ver.]」 |          |        |        |

| #  | タイトル                           | 作詞 | 作曲・編曲 |
| -- | ---------------------------------- | ---- | ---------- |
| 1. | 「Shooting star」                  |      |            |
| 2. | 「Shooting star ［Instrumental］」 |      |            |

| #  | タイトル                                          | 作詞 | 作曲・編曲 |
| -- | ------------------------------------------------- | ---- | ---------- |
| 1. | 「「Shooting star」Single Limited Special Movie」 |      |            |

| 盤             | 特典内容                                                     | 出典          |
| -------------- | ------------------------------------------------------------ | ------------- |
| 名探偵コナン盤 | アクリルスタンド                                             | [ 15 ]        |
| 二形態共通     | WANDS Live Tour2025」チケット先行申込みURL（初回生産分のみ） | [ 16 ] [ 17 ] |

## 楽曲解説
読売テレビ・日本テレビ系アニメ『名探偵コナン』のエンディングテーマ。使用期間は2025年1月4日放送分から。
情報解禁時、本楽曲は「小気味よいデジタルサウンドと、上原大史の艶やかなボーカルと柴崎浩のエモーショナルなギターが独特のグルーヴを生むロックナンバー」と紹介された。また、「バンドとしての成熟度、包容力の深さを感じさせ」る仕上がりになっており、ナリナリ編集部は「全国ツアーのホール会場で聴くのが楽しみになる1曲」と評している。
5周年コメント動画内で、上原は本楽曲を「曲も詞も良い」と紹介した。柴崎は、制作段階で曲の最後にコーラスのリフレインとヴォーカルのフェイクを入れ、個人的にはその箇所が一番好きであると述べた。

## ミュージック・ビデオ
本楽曲のMVは、通常盤特典Blu-rayに収録されている「『Shooting star』Single Limited Special Movie」と、2025年2月8日に公式YouTubeチャンネルにて公開されたリリック・ビデオの2種類が存在する。リリック・ビデオは、特典blu-ray収録の映像に歌詞をテロップを追加しただけのものではなく、違うショットを使用している箇所がある。
通常盤特典Blu-rayにはメイキング映像も収められている。
サポートメンバーは、ベースが二家本亮介、ドラムが神田リョウ。

## チャート成績
シングル『Shooting star』は、2025年1月15日公開のBillboard JAPANの「Top Download Songs」において、初登場43位を記録した。また、同年1月29日公開の「Top Singles Sales」では、3,789枚の全国推定売上枚数 で初登場11位を記録した。
オリコンチャートでは、2025年01月13日付の「週間デジタルシングル（単曲）ランキング」において初登場41位、同年02月03日付の「週間シングルランキング」において4,419枚の推定売上枚数で初登場8位、同日付の「週間ROCKシングルランキング」において初登場1位、同日付の「週間アニメシングルランキング」において初登場4位を記録した。
オリコンの月間ランキングでは、「シングルランキング」にて4,710枚の推定売上枚数で初登場34位、「ROCKシングルランキング」では初登場4位、「アニメシングルランキング」では初登場11位を記録した。
また、2025年1月23日付の TOWER RECORDS ONLINE「 ウィークリーTOP30（J-POPシングル）」にて初登場1位を記録した。
| 週間チャート         | 週間チャート                           | 最高順位 | 出典   |
| -------------------- | -------------------------------------- | -------- | ------ |
| Billboard Japan      | Download Songs                         | 43       | [ 1 ]  |
| Billboard Japan      | Top Singles Sales                      | 11       | [ 2 ]  |
| オリコン             | 週間デジタルシングル（単曲）ランキング | 41       | [ 5 ]  |
| オリコン             | 週間シングルランキング                 | 8        | [ 3 ]  |
| オリコン             | 週間ROCKシングルランキング             | 1        | [ 6 ]  |
| オリコン             | 週間アニメシングルランキング           | 4        | [ 8 ]  |
| TOWER RECORDS ONLINE | ウィークリーTOP30（J-POPシングル）     | 1        | [ 10 ] |

| 月間チャート | 月間チャート                 | 最高順位 | 出典  |
| ------------ | ---------------------------- | -------- | ----- |
| オリコン     | 月間シングルランキング       | 34       | [ 4 ] |
| オリコン     | 月間ROCKシングルランキング   | 4        | [ 7 ] |
| オリコン     | 月間アニメシングルランキング | 11       | [ 9 ] |